# Біопсихосоціальна модель

Біопсихосоціальна модель здоров'я

Біопсихосоціальні моделі — це клас міждисциплінарних моделей, які розглядають взаємозв’язок між біологією, психологією та факторами соціального середовища у впливі на здоров'я. Ці моделі спеціально досліджують, як ці аспекти відіграють роль у різноманітних сферах життя, починаючи від людського розвитку, здоров’я та хвороб, і до обробки інформації та конфліктів.

Біопсихосоціальна модель була прийнята Всесвітньою організацією охорони здоров’я (ВООЗ) у 2002 році як основа для Міжнародної класифікації функціонування, обмеження життєдіяльності та здоров’я (МКФ):
...МКФ базується на інтеграції цих двох протилежних моделей. Щоб зафіксувати інтеграцію різних точок функціонування, використовується «біопсихосоціальний» підхід. Таким чином, МКФ намагається досягти синтезу, щоб забезпечити узгоджене уявлення про різні точки зору здоров’я з біологічної, індивідуальної та соціальної точок зору.

## Історія
Тлумачення «здоров'я» запропоноване ВООЗ 1948 року:
Стан повноцінного фізичного, психічного та соціального добробуту, а не лише відсутність хвороб чи фізичних дефектів.
Джордж Л. Енгель і Джон Романо з Університету Рочестера в 1977 році широко, але помилково, вважаються першими, хто запропонував біопсихосоціальну модель. Однак це було запропоновано 100 років тому й іншими. Енгель боровся з домінуючим на той час біомедичним підходом до медицини, оскільки він прагнув до більш цілісного підходу, визнаючи, що кожен пацієнт має власні думки, почуття та історію. Розробляючи свою модель, Енгель вивів її як для хвороб, так і для психологічних проблем.
Інтерпретація біопсихосоціальної моделі Енгеля відображає розвиток хвороби через складну взаємодію біологічних факторів (генетичних, біохімічних тощо), психологічних факторів (настрій, особистість, поведінка тощо) та соціальних факторів (культурних, сімейних, соціально-економічних, медичних). і т.д. Наприклад, людина може мати генетичну схильність до депресії, але вона повинна мати такі соціальні фактори, як надзвичайний стрес на роботі та в сімейному житті, а також психологічні фактори, такі як схильність до перфекціонізму, які спричиняють цей генетичний код для депресії. Людина може мати генетичну схильність до хвороби, але соціальні та когнітивні чинники, так само як і фізичні (див. Епігенетика, Нутрігеноміка) викликати хворобу.
Зокрема, Енгель розширив медичне мислення, знову запропонувавши поділ тіла та розуму. Ідея дуалізму розум-тіло сягає принаймні Рене Декарта, але була забута під час біомедичного підходу. Енгель підкреслив, що біомедичний підхід є помилковим, оскільки організм сам по собі не сприяє хворобі. Натомість індивідуальний розум (психологічні та соціальні фактори) відіграє значну роль у тому, як хвороба спричинена та як її лікують. Енгель запропонував діалог між пацієнтом і лікарем, щоб знайти найбільш ефективне лікування.
Після публікації біопсихосоціальна модель була прийнята Всесвітньою організацією охорони здоров’я (ВООЗ) у 2002 році як основа для Міжнародної класифікації функціонування, обмеження життєдіяльності та здоров’я (МКФ).

## Поточний стан БПС-моделі
Біопсихосоціальна (БПС) модель все ще широко використовується як філософія клінічної допомоги та як практичний клінічний посібник, корисний для розширення сфери погляду клініциста. Доктор Боррелл-Карріо та його колеги переглянули модель Енгеля через 25 років. Вони запропонували три пояснення до моделі та визначили сім встановлених принципів.
1. Самосвідомість.
2. Активне виховання довіри.
3. Емоційний стиль, який характеризується емпатичною цікавістю.
4. Самокалібрування як спосіб зменшення похибки.
5. Виховання емоцій для допомоги в діагностиці та формуванні терапевтичних стосунків.
6. Використання обґрунтованої інтуїції.
7. Передача клінічних доказів для сприяння діалогу, а не просто механічне застосування протоколу.

У 2007 році Гатчел та його колеги стверджували, що біопсихосоціальна модель є найбільш широко прийнятою як найбільш евристичний підхід до розуміння та лікування хронічного болю.

## Подібні теорії та теоретики
Інші теоретики та дослідники використовують термін біопсихосоціальний або іноді біопсихосоціальний, щоб розрізнити модель Енгеля.
Ламлі та його колеги використали модель, відмінну від Енгеля, для проведення біопсихосоціальної оцінки зв’язку між болем та емоціями. У 1986 році Цукер і Гомберг використали біопсихосоціальну перспективу, відмінну від Енгеля, для оцінки етіології алкоголізму
Кріттенден вважає динамічно-дозрілу модель прихильності та адаптації (DMM) біопсихосоціальною моделлю. Він включає в себе багато дисциплін для розуміння людського розвитку та обробки інформації.
Модель функціональних соматичних симптомів Козловської використовує біопсихосоціальний підхід для розуміння соматичних симптомів.
Модель міжособистісної нейробіології (IPNB) Сігеля схожа, хоча він описує як мозок, розум і стосунки є частиною однієї реальності, а не трьома окремими елементами. Більшість моделей догляду за травмами та насильством є біопсихосоціальними моделями.

## Потенційні застосування
Коли Енгель вперше запропонував біопсихосоціальну модель, це було з метою кращого розуміння здоров’я та хвороби. Хоча ця програма все ще актуальна, модель актуальна для таких тем, як здоров’я, медицина та розвиток. По-перше, як пропонує Енгель, це допомагає лікарям краще зрозуміти свого пацієнта. Беручи до уваги не лише фізіологічні та медичні аспекти, а й психологічне та соціологічне благополуччя. Крім того, ця модель тісно пов’язана з психологією здоров’я. Психологія здоров’я вивчає взаємний вплив біології, психології, поведінкових і соціальних факторів на здоров’я та хворобу.
Одне із застосувань біопсихосоціальної моделі в галузі охорони здоров’я та медицини стосується болю, так що кілька факторів поза межами здоров’я людини можуть впливати на сприйняття болю. Наприклад, дослідження 2019 року пов’язало генетичні та біопсихосоціальні фактори з посиленням післяопераційного болю в плечі. Потрібні майбутні дослідження для моделювання та подальшого вивчення зв’язку між біопсихосоціальними факторами та болем.
Не менш актуальними є і розвиваючі додатки цієї моделі. Одна особлива перевага застосування біопсихосоціальної моделі до психології розвитку полягає в тому, що вона дозволяє перетинати дебати між природою та вихованням. Ця модель надає психологам розвитку теоретичну основу для взаємодії як спадкових, так і психосоціальних факторів на розвиток особистості.

## Критика
Біопсихосоціальна модель Енгеля була багато критикованих. Беннінг резюмував аргументи проти моделі, включно з тим, що їй бракувало філософської послідовності, вона була нечутливою до суб’єктивного досвіду пацієнтів, була невірною загальній теорії систем, корінням якої, як стверджував Енгель, вона породила недисциплінований еклектизм, який не забезпечує жодних гарантій проти будь-якого домінування або недостатнього представлення однієї з трьох областей: біо-, психо- або соціальної.
Кілька з цих критичних зауважень було розглянуто протягом останніх років. Наприклад, модель BPS-Pathways описує, як можна концептуально відокремити, визначити та виміряти біологічні, психологічні та соціальні фактори, і таким чином знайти детальні взаємозв’язки між цими факторами.